# حسین‌آباد سرزه
حسین‌آباد سرزه یک روستا در ایران است که در دهستان مود شهرستان سربیشه واقع شده‌است. حسین‌آباد سرزه ۶۶ نفر جمعیت دارد.